# Gepanzerte Pioniermaschine
Gepanzerte Pioniermaschine (GPM) war die Bezeichnung für zwei Prototypen eines neuen Pionierpanzers für die Bundeswehr.
Ende der 1960er Jahre entschied man, den bisherigen Pionierpanzer 1 durch ein Fahrzeug zu ersetzen, das den Forderungen der Truppe besser entsprechen sollte, und begann 1972 mit der Entwicklung eines verbesserten Nachfolgers. Die Unternehmen EWK Eisenwerke Kaiserslautern (jetzt General Dynamics European Land Systems GmbH, eine Tochter von General Dynamics) sowie MaK Maschinenbau Kiel
(jetzt Caterpillar Motoren GmbH & Co. KG, eine Tochter von Caterpillar Inc.) erhielten den Auftrag zum Bau je eines Prototyps.

## Entwicklungsgeschichte

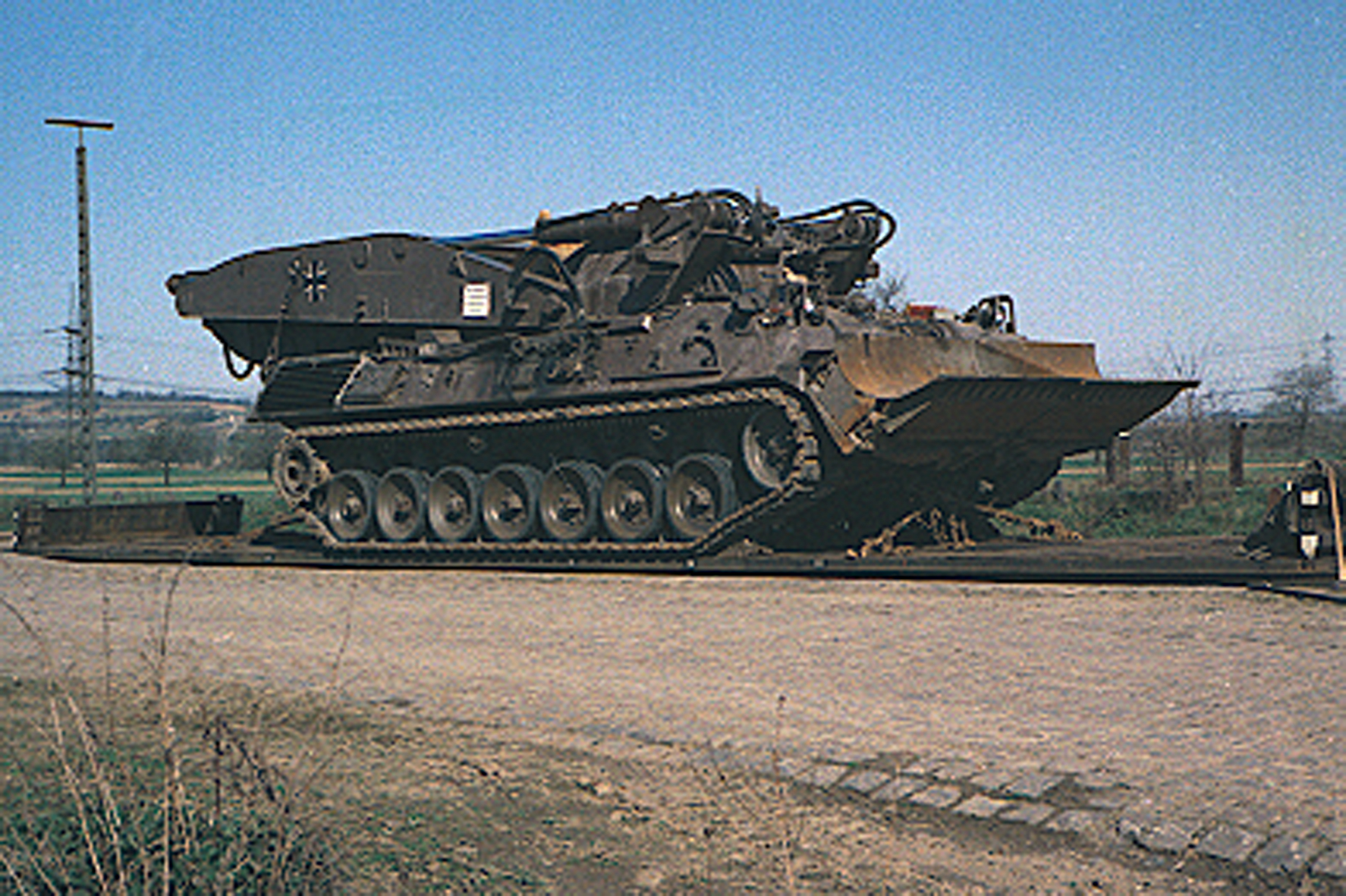
Gepanzerte Pioniermaschine Prototyp MAK, bahnverlastet

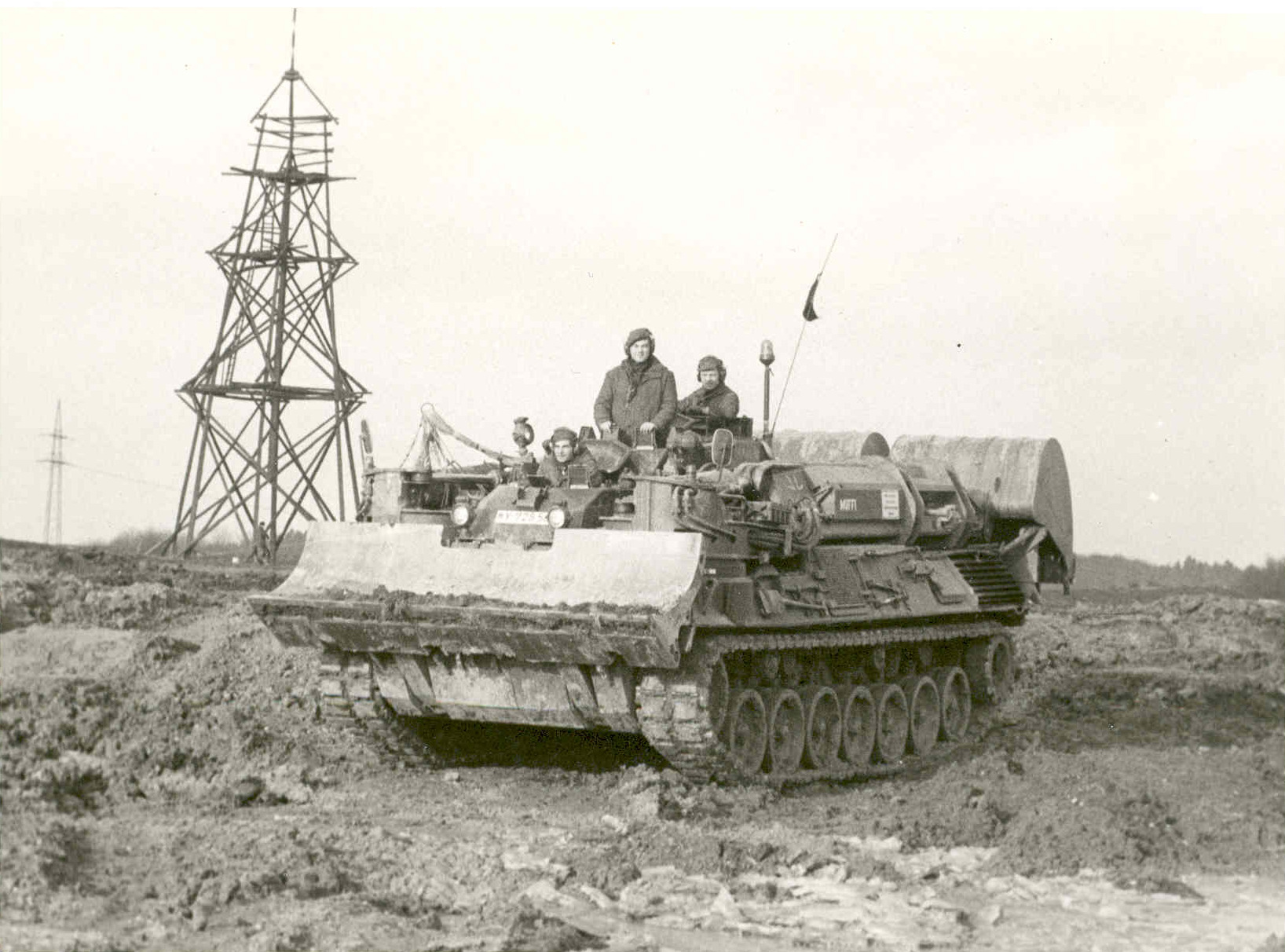
Gepanzerte Pioniermaschine Prototyp EWK beim Truppenversuch Januar 1977

Im Zeitraum 1969 bis 1973 definierte das Bundesamt für Wehrtechnik und Beschaffung (BWB) im Auftrag der Bundeswehr einen Forderungskatalog für eine zukünftige Auslegung eines Pionierpanzers. Gefordert wurden neben dem Bergen von Schadfahrzeugen unter anderem pioniertechnische Arbeiten an Uferbänken wie das Herstellen von Zu- und Ausfahrten an steilen und schlammigen Uferzonen sowie das Arbeiten in fließenden Gewässern einschließlich Unterwasserarbeit. Zwei Rüstungsunternehmen – Maschinenbau Kiel (MaK) und die Eisenwerke Kaiserslautern (EWK) – bauten daraufhin je einen Prototyp (PT). Das Unternehmen Jung Jungenthal führte für beide Hersteller die Wannenmodifikationen durch.
Nach der Fertigstellung begannen die Truppenversuche durch die Pionierschule und Fachschule des Heeres für Bautechnik in München (im Januar 2009 nach Ingolstadt verlegt – inzwischen zum Pionierausbildungszentrum zurückgegliedert) und durch die Erprobungsstelle 51 der Bundeswehr in Koblenz. Schnell zeigte sich die Überbeanspruchung und damit ein exzessiver Verschleiß des Leopard 1-Fahrgestells. Die Pionierausstattung steigerte das Gewicht auf mehr als 50 t. Der Prototyp 1 von EWK war mit einem Gefechtsgewicht von 57 t deutlich überladen. Die Baggeranlage des PT 2 im Drehkranz überforderte ebenfalls die Konstruktion der Wanne.
1977 wurde die Entwicklung aus mehreren Gründen eingestellt: die Hydraulikanlage war kompliziert und schlecht zu warten, mehrere Baugruppen waren unausgereift, das Konzept erschien ergonomisch unbefriedigend und letztlich zu teuer. Der Prototyp 1 befindet sich seither in einem Depot der wehrtechnischen Studiensammlung Koblenz. Prototyp 2 diente bis 1980 ohne Pionierausstattung als Versuchsträger für Berge- und Windeneinrichtungen und ist seither Teil der ehemaligen MaK-Sammlung in Kiel.
Die gewonnenen Erkenntnisse führten zum Pionierpanzer Dachs, der keine Neuentwicklung, sondern eine Verbesserung des bisherigen Pionierpanzers 1 (PiPz 1) ist. Das Hervorstechendste am Dachs ist der Teleskopbaggerarm des GPM EWK, der sich einzig als überzeugendes Aggregat erwiesen hatte und der in Einzelausstattung den Kranarm des PiPz 1 ersetzte.
Die Idee, die Wanne des Leopard 2 bei einer eventuellen Serienproduktion zu nutzen, wurde im späteren Pionierpanzer Kodiak von Rüstungsunternehmen zu Beginn des 21. Jahrhunderts umgesetzt.
1974 scheiterte ein Versuch der bilateralen Zusammenarbeit mit dem gleichzeitig in der Entwicklung befindlichen britischen Pionierpanzer Combat Engineer Tractor FV 180.

## Technische Beschreibung

### GPM 1 EWK

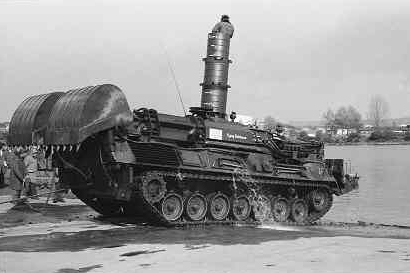
GPM Prototyp EWK nach dem Tiefwaten

Der Prototyp von EWK setzte auf zwei Teleskoparmbagger, die durch Drehschemel jeweils links und rechts vorne mit dem Chassis verbunden waren. Während des Marsches wurden die beiden Baggerarme nach hinten abgelegt. Die Besatzung fand ihren Platz zwischen den Armen und saß in einer Tandemanordnung hintereinander. Sie bestand aus dem Fahrer und gleichzeitig Bediener für den rechten Arm, dem Baggerführer für den linken Arm sowie dem Kommandanten. Bei Bedarf konnte jedoch der Baggerführer beide Bagger steuern, da es notwendig war, dass beim Überwinden von Hindernissen aufgrund der benötigten Synchronisation beide Arme von einer Person bedient wurden.
Die Baggerleistung der beiden Tieflöffel betrug zusammen 170 m³/h. Der Schwenkbereich lag je Seite bei 195°, der Höhenrichtbereich bei 60°. Die maximale Grabtiefe war bei 6 m erreicht, wobei ab 4,50 m Tiefe der Baggerführer nichts mehr sehen konnte und so nach Gefühl arbeiten musste. Mit Hilfe der Baggerarme konnte die Besatzung Steigungen von ca. 85 % in der Rückwärtsfahrt überwinden. Die Bergewinde hatte eine Zugkraft von 350 kN. Der Räumschild stammte vom Pionierpanzer 1 und war mit einer Schnittwinkelverstellung ausgestattet. Diese erlaubte es, den Schild zu neigen und so sich den vorhandenen Bodenbeschaffenheiten besser anzupassen. Die Räumleistung lag bei 300 m³/h.
Die Hydraulikanlage arbeitete mit sechs Pumpen, zwei Hydrauliktanks und einem Wärmetauscher für eine Leistung von 176 kW. Sie versorgte den Bagger, den Schild und die Windeneinrichtung. Die Bedienung der Aggregate erfolgte hier bereits über indirekt manuell/hydraulisch gesteuerte Ventile (sogenannte vorgesteuerte Ventile). Das Leergewicht erreichte 51 t.
Für die Selbstverteidigung stand dem Kommandanten ein Maschinengewehr auf Drehringlafette zur Verfügung.

### GPM 2 MaK

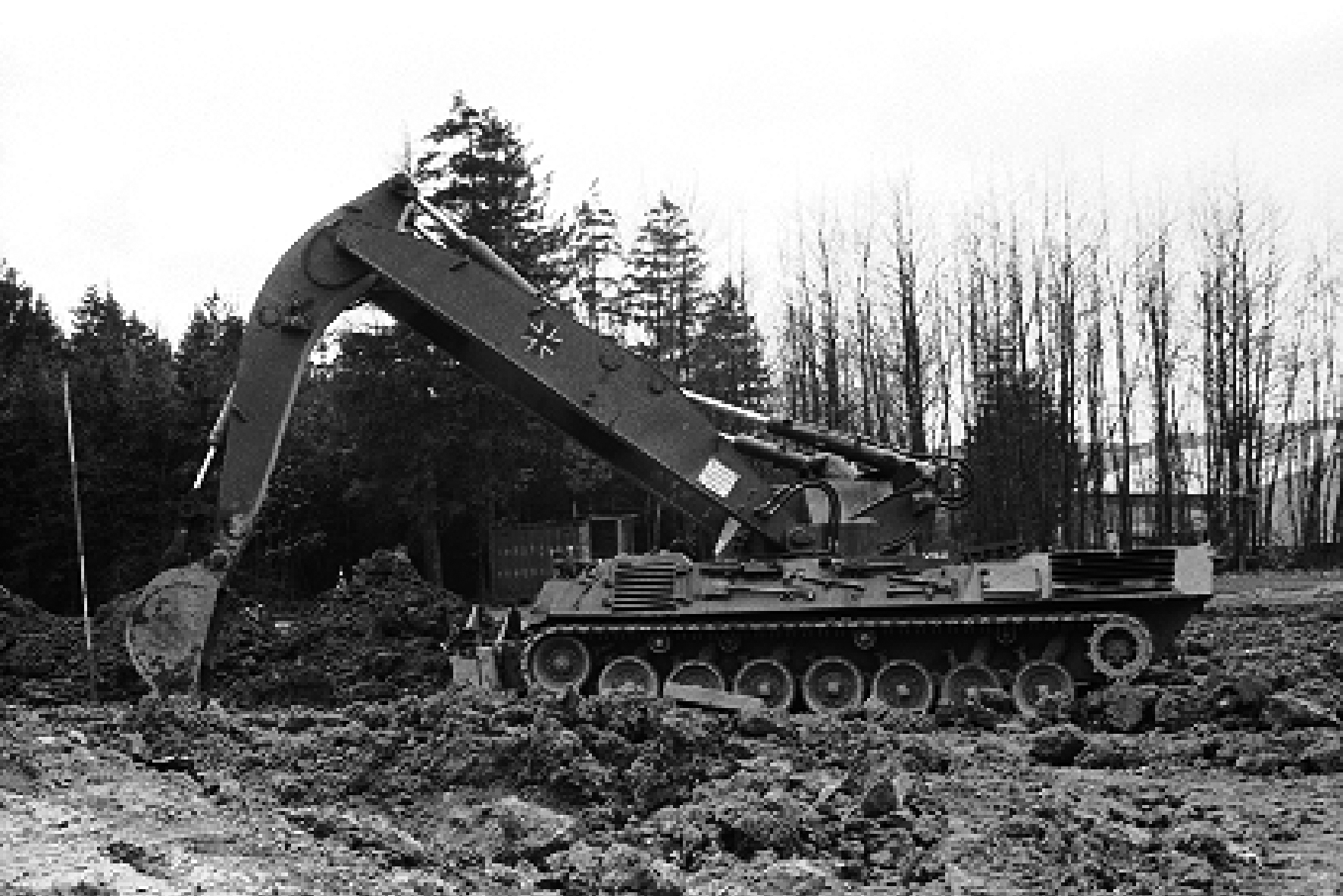
Gepanzerte Pioniermaschine MAK beim Truppenversuch Januar 1977

Maschinenbau Kiel nutzte für ihren Entwurf den Drehkranz des Kampfpanzerturms des Leopard 1. Der Rahmenarm-Knickbagger von Orenstein & Koppel wurde in einem Drehturm installiert und hatte einen Schwenkbereich von 360°. In Marschstellung wurde der Arm nach hinten geschwenkt und eingeknickt auf der Motorabdeckplatte abgelegt. Die Aufteilung der Besatzung war ähnlich der eines Kampfpanzers, Kommandant und Baggerbediener waren im Turm untergebracht, während der Fahrer in der Wanne seinen Platz fand. Um Gewicht zu sparen, war die Motorabdeckplatte aus Aluminium gefertigt. Das Gesamtgewicht lag bei 55 t. Die Zugkraft der Bergewinde erreichte im Einzelzug 350 kN.
Das Räumschild war in der Mitte teilbar und konnte nach links und rechts ausgeklappt werden, um das Material seitlich abzuwerfen – was sich aber als nicht praktikabel herausgestellt hatte. Wie auch beim PT 1 war eine Schnittwinkelverstellung verbaut. Darüber hinaus verfügte das Schild über eine Verbreiterung auf 3,75 m. Die Räumleistung betrug 300 m³/h.
Gegenüber dem PT 1 lag die maximale Grabtiefe der Baggerschaufel bei 5 m. Bedingt dadurch, dass die Baggerschaufel seitlich bis unter die Kette greifen konnte, war es theoretisch möglich, das Fahrzeug in Eigenleistung umzuwerfen.
Ein gravierender Nachteil dieses Fahrzeuges war die nach oben aufzuklappende Fahrerluke. Bei einer Turmstellung von 11 Uhr ließ sie sich nicht mehr öffnen und auch die Notausstiegsluke war für den Fahrer nicht erreichbar, da sie durch einen Hydraulikblock versperrt war.